# Ecorregión terrestre bosques latifoliados subtropicales de Rapa Nui
La ecorregión terrestre bosques latifoliados tropicales de Rapa Nui (en inglés Rapa Nui tropical broadleaf forests) (OC0111) es una georregión ecológica terrestre situada en el sudeste de Oceanía. Se la incluye en la ecozona de los bosques húmedos latifoliados tropicales y subtropicales. Los bosques tropicales originales que la poblaron han desaparecido completamente por causa humana.

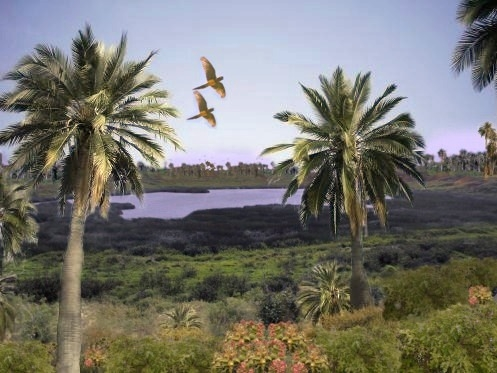
Rapa Nui: recreación digital de su antiguo paisaje, con bosque tropical y palmeras.

## Distribución

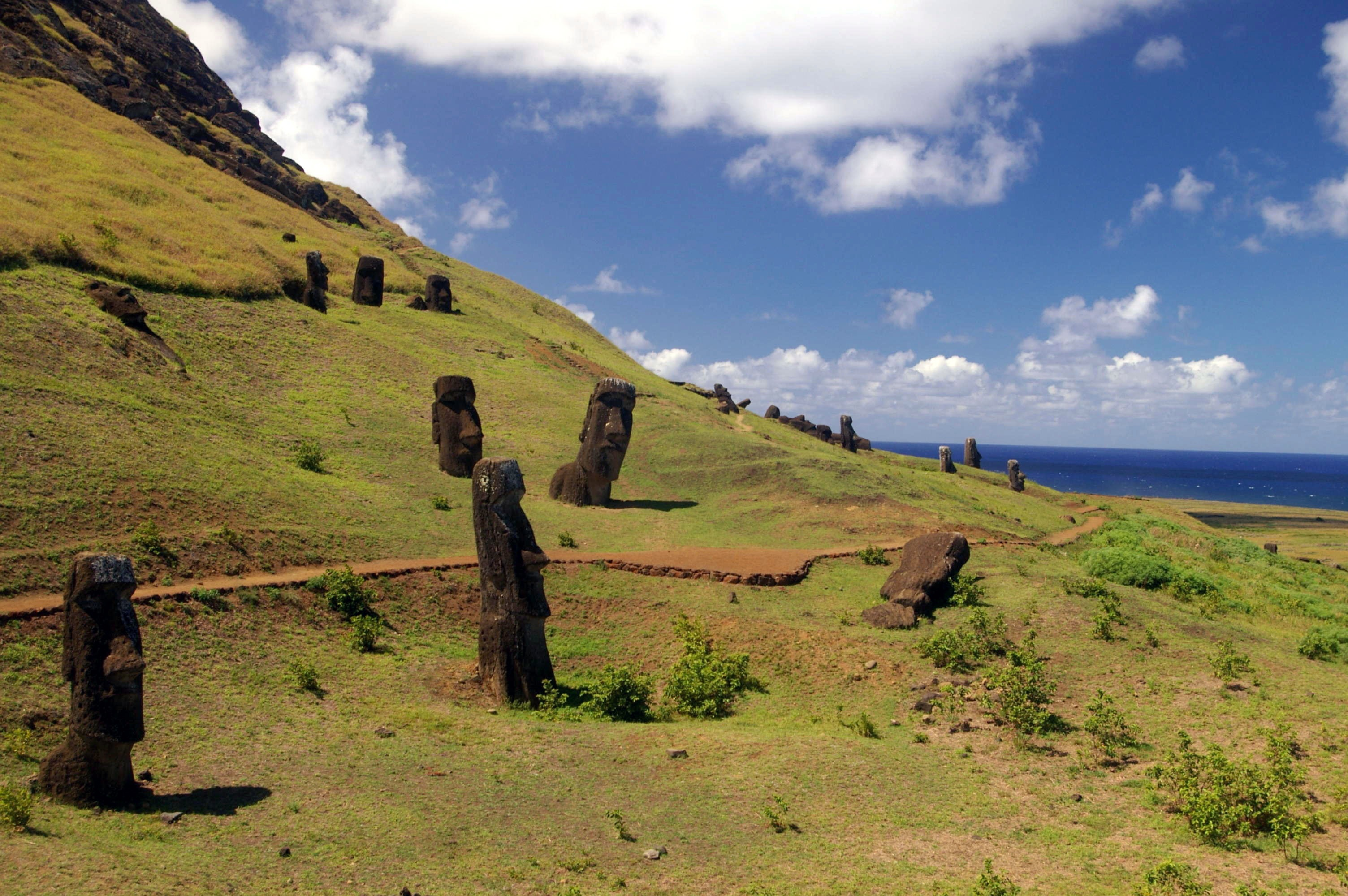
Hoy la vegetación dominante en la isla está compuesta por hierbas y algunos pequeños arbustos; ecorregión terrestre bosques latifoliados subtropicales de Rapa Nui.

Esta ecorregión se distribuye de manera exclusiva en la oceánica isla de Pascua y otras adyacentes, situadas al occidente del litoral marítimo central de Chile, en aguas del océano Pacífico sur.

## Características geográficas
Ubicación
Estas islas se sitúan en el Océano Pacífico sur]], en la latitud 27° S, separada de la costa chilena por 3700 kilómetros.
Origen geológico y relieve
La isla de Pascua se origina como parte de una cadena de volcanes submarinos, ubicada en el lado oriental de la Dorsal del Pacífico oriental. La isla posee aproximadamente una forma triangular, con una superficie de 166 km² y una altitud máxima de 600 m s. n. m. Se estructura sobre la base de tres cumbres volcánicas principales: Rano Kau, Poike, y Terevaka.
La isla Sala y Gómez es un pequeño arrecife rocoso a 415 kilómetros al noreste de la isla de Pascua. En marea baja posee solo 300 m de largo, los que se reducen a apenas 70 metros en pleamar. Está constantemente sometido a la neblina salina, por lo que solo 4 especies de plantas terrestres crecen allí. No posee agua dulce; solo algunas veces se acumula el agua de lluvia en una pequeña depresión. Grandes poblaciones de aves marinas la utilizan para reproducirse. Toda la pequeña isla ha sido designada como santuario de la naturaleza.
Clima
El clima es tropical fresco. Las medias térmicas estivales rondan los 24 °C, mientras que las invernales son de 19 °C. Jamás se presentan heladas.
Los promedios anuales de precipitaciones indican 1250 mm, mayormente se producen en el invierno austral.

## Características biológicas
La isla de Pascua, junto con su vecino más cercano, la pequeña y deshabitada Isla de Sala y Gómez (415 km hacia el este), es reconocida como una ecorregión única, sobre la base de su singular fauna prehistórica y su aislamiento extremo.
Según la tradición oral, los primeros habitantes la isla de Pascua, que formarían posteriormente el pueblo rapanui, habría llegado, posiblemente desde las islas Marquesas, hacia el siglo IV. Esta etnia polinésica se encontró con un territorio cubierto de selvas tropicales, donde abundaban las especies de aves terrestres y plantas endémicas.
Estos colonizadores habrían llegado con varias especies de plantas comestibles, medicinales, y de usos diversos, dando así comienzo a la enorme biota de especies introducidas que hoy afecta a la isla. Las más destacadas eran: el taro (Colocasia esculenta), el plátano (Musa × paradisiaca), mahute o morera de papel (Broussonetia papyrifera), ñame (Dioscorea alata), caña de azúcar (Saccharum officinarum), marikuru (Sapindus saponaria), ti (Cordyline fruticosa), y la calabaza (Lagenaria siceraria). Con el tiempo, en la isla crearon 20 variedades de batatas, 20 de taro, 20 de ñame, y 10 de plátanos.
Tanto para destinar nuevas tierras para cultivos, ante el creciente aumento poblacional, como para construir canoas de pesca, así como para disponer de grandes troncos para emplear en el movimiento de los enormes moáis (enormes esculturas monolíticas en forma de estatuas de piedra), la etnia original fue apeando la totalidad de los ejemplares arbóreos de la isla. Con ellos se fue la flora y la fauna acompañante, lo que causó un cataclismo ecológico.  
Para el año 1722, a la llegada del primer descubridor europeo de la isla (Jakob Roggeveen), la misma estaba convertida en un terreno árido y baldío, carente totalmente de bosques, los únicos árboles que sobrevivían crecían en las empinadas laderas interiores del cráter Rano Rakau. 
Efectos climáticos de "la pequeña glaciación" (entre 1650 y 1850) pudieron haber contribuido a la deforestación, aunque esto no está demostrado. La isla es citada como muestra del daño que el hombre puede hacerle a sus hábitat con la desforestación intensiva, lo que termina destruyendo al ecosistema entero por completo.

La imagen general que se obtiene de la isla de Pascua es uno de los ejemplos más extremos de destrucción forestal en el Pacífico, y uno de los más extremos en el mundo: todo el bosque ha desaparecido, con todas sus especies extinguidas.

### Flora

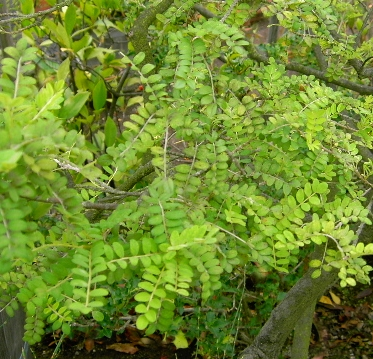
El toromiro, el único árbol endémico de la isla que ha logrado sobrevivir.

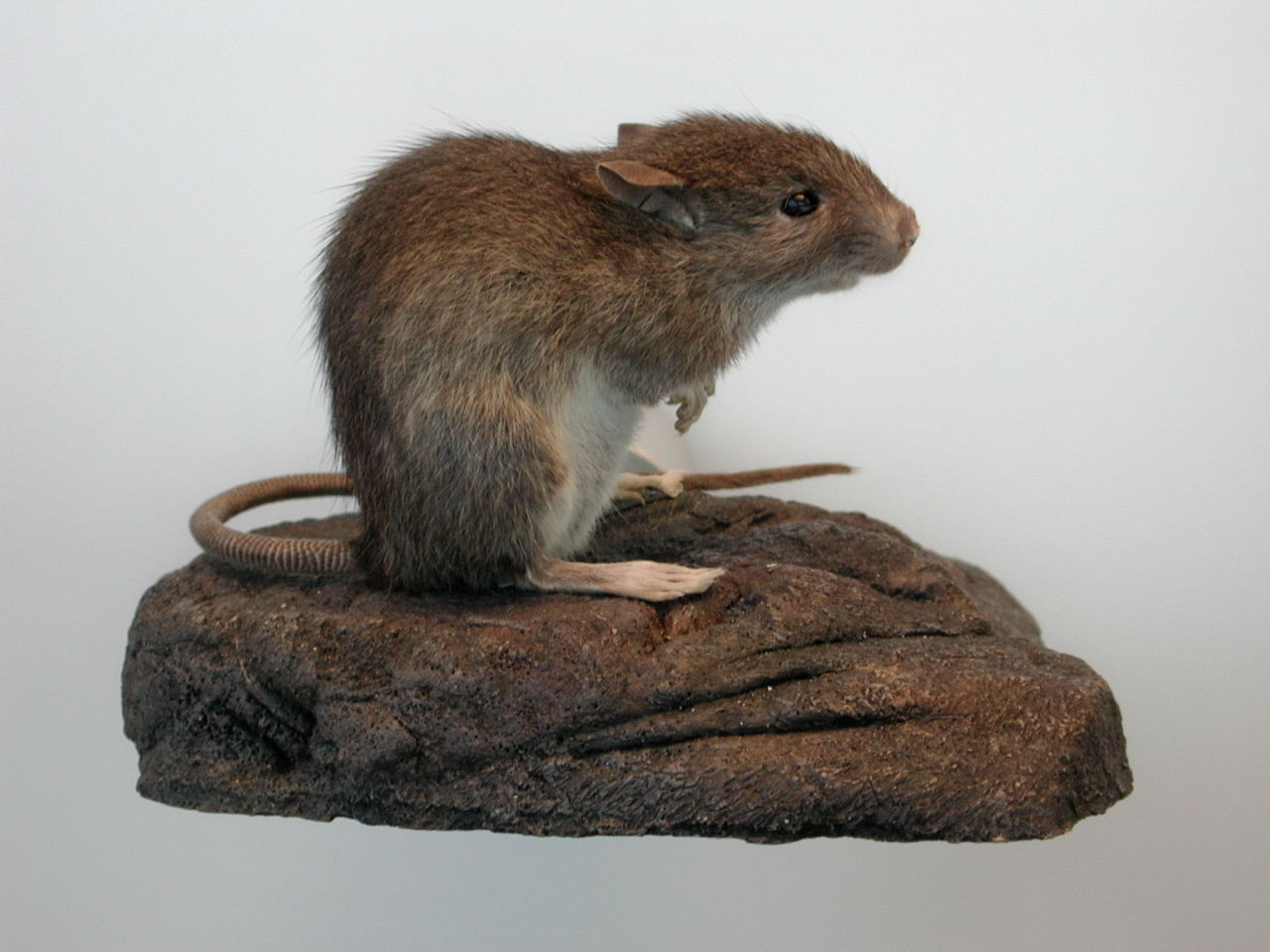
La introducida rata polinésica o maorí (Rattus exulans) es un mamífero característico de Rapa Nui.

La flora nativa aún existente en Rapa Nui suma 46 especies, las que incluyen 9 especies herbáceas endémicas. A ellas se agregan unas 166 especies introducidas por los humanos. El número exacto de especies florísticas es incierto ya que los autores no concuerdan en la identificación o clasificación de muchas de ellas.
La flora de la isla de Pascua era originalmente más pobre que otras islas volcánicas del Pacífico, debido a su extremo aislamiento geográfico, y al hecho de que en toda su historia geológica nunca se ha conectado a alguna masa continental. Igualmente, hasta hace 15 siglos, la isla albergó una rica biodiversidad.
Estudios paleobotánicos de fósiles y polen, y el descubrimiento de moldes de árboles dejados por corrientes de lava, indican que durante cientos de miles de años, y al menos durante los primeros tiempos de la colonización humana, la isla estuvo cubierta de bosques, con un amplio espectro de altos árboles, arbustos, helechos, y herbáceas. La isla tuvo diversos hábitat, incluyendo praderas de helechos, y selvas latifoliadas.
También bosques de palmeras gigantes, de la llamada palma pascuense (Paschalococos disperta o Jubaea disperta), emparentada con la palma chilena Jubaea chilensis de Sudamérica. Esta era la leñosa principal usada para transportar los enormes moáis. Registros de carbono-14, mediante el análisis de espectrometría de masas, indicaron que sobrevivió hasta tiempos recientes, por lo menos hasta mediados del siglo XVII. Se ha sugerido que quizás la introducida rata polinésica o maorí (Rattus exulans) haya jugado un rol destacado en la completa deforestación de la isla de Pascua, por haber comido las nueces de la palma pascuense, impidiendo así su reproducción.
Un árbol nativo de la isla, que fue exterminado por su sobrexplotación, al punto de también ser extinguido de la naturaleza, es el endémico toromiro (Sophora toromiro), pero está siendo nuevamente reintroducido en la isla gracias a la reproducción de ejemplares conservados en el Real Jardín Botánico de Kew y el Jardín Botánico de Gotemburgo. Otras leñosas autóctonas sobrevivientes son arbustivas, como el Coprosoma y el hau hau (Triumfetta semitriloba) —a punto de desaparecer en estado silvestre y del cual la corteza era aprovechada para la fabricación de cuerdas—. Este último, al tener un intenso aprovechamiento textil, se pensó que podría haber sido introducido a la isla por los humanos, sin embargo, análisis de polen han demostrado que crece en la isla por lo menos desde hace 35 000 años. Se pensaba que se había extinguido en la isla, pero en el año 1988 una búsqueda exhaustiva detectó que aún vivían 4 ejemplares pascuenses.
La mayor parte de los pastizales están ahora cubiertos por especies herbáceas introducidas:  
Stipa, Nasella, Sporobulus indicus, acompañados por la especie nativa Cynodon dactilon.
En el fondo del cráter Rano Rakau se presenta una laguna con sus bordes cubiertos por el sudamericano junco (Schoenoplectus californicus ssp. tatora). Algunos autores han postulado que la misma pudo ser introducida en la isla desde el Perú por navegantes prehistóricos, aunque investigaciones polínicas indican que crece en la isla desde hace al menos 30 000 años, es decir, decenas de miles de años antes que la llegada de humanos a la isla, por lo que es probable que llegase transportada por las aves, al igual que más del 70 % de las plantas nativas de la isla.
Se han citado 15 especies nativas de helechos en Pascua, de las cuales 4 de ellas son endémicas: Doodia paschalis, Polystichum fuentesii, Elaphoglossum skottsbergii, y Thelypteris espinosae.

### Fauna

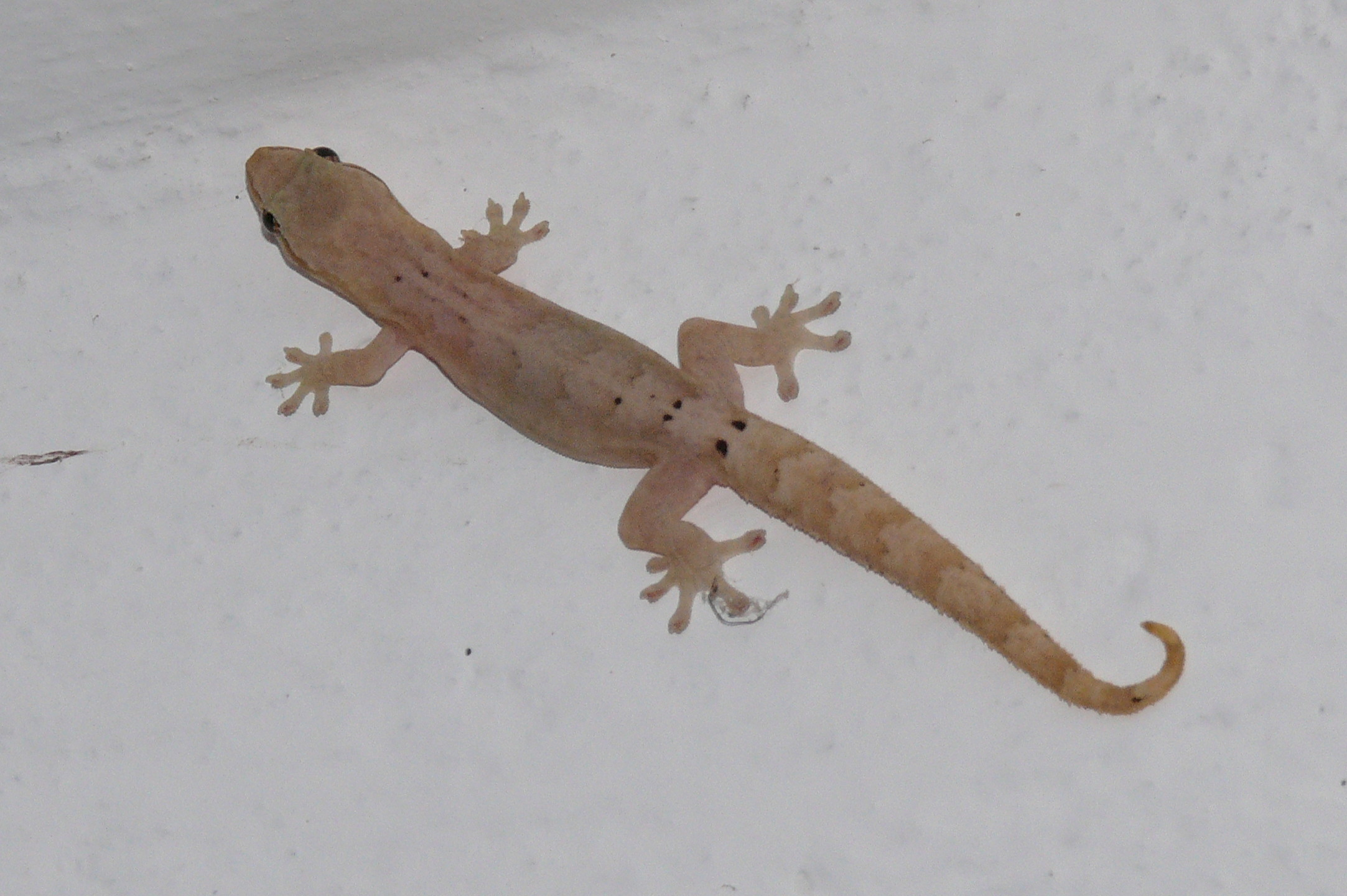
El gecko enlutado (Lepidodactylus lugubris), es uno de los dos reptiles terrestres de esta ecorregión.

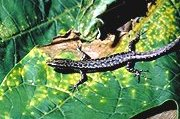
La lagartija ojos de serpiente o moko uri uri (Cryptoblepharus poecilopleurus paschalis), es uno de los dos reptiles terrestres de esta ecorregión.

La fauna terrestre silvestre es muy pobre desde el punto de vista de su diversidad, lo que la diferencia notablemente de otras islas polinésicas, aunque originalmente la isla contaba con una variada fauna forestal. 
Aves
Mediante el registro fósil, que se conserva en los sedimentos prehistóricos isleños, se identificaron los restos de, por lo menos, 6 especies de aves terrestres endémicas, pertenecientes a 4 familias: una de garza, una de lechuza, dos de rállidas, y 2 de loros, los que se extinguieron por la destrucción de los hábitat primitivos que costituían sus moradas, por la introducción de especies exóticas, y por la caza directa, todas causas provocadas por la mano del hombre. 
Mediante el registro fósil se confirmó que la isla en el pasado era el sitio de nidificación de, al menos, 25 especies de aves marinas (aunque se estima que el total pudo ser de 30 especies), de las cuales 8 a 10 criaban en la isla de Pascua, y de 13 a 16 lo hacían en alguno de los islotes próximos. Solo el rabijunco colirrojo (Phaethon rubricauda) todavía anida en la isla de Pascua.
De las aves no marinas, actualmente solo habitan en la isla especies incorporadas desde Chile: el gorrión, la diuca, la perdiz chilena del sur, y el tiuque, el cual afecta a las aves marinas nidificantes. Son numerosas las especies de aves marinas tropicales que visitan las playas, siendo 3 las que nidifican en los roqueríos de esta ecorregión. Entre las aves más destacadas se encuentra el piquero (localmente denominado kena) (Sula dactylatra), tavake (Phaethon rubricauda), makohe (Fregata minor), kakapa (Pterodroma arminjoniana), kuma (Puffinus nativitatis), el gaviotín hada o kia kia (Gygis alba), el charrán lunado (Onychoprion lunatus), y el charrán sombrío (Onychoprion fuscatus).  
Mamíferos
Entre los mamíferos destaca la rata maorí (Rattus exulans), la cual es considera una marcadora significativa de migración humana a través del Pacífico por los polinesios que, accidental o deliberadamente, la introdujeron en las islas que ocupaban. Esta especie es responsable de muchas extinciones de aves e insectos endémicos en las islas del Pacífico; esas especies estaban en un ecosistema con ausencia de mamíferos y tenían la mansedumbre de isleños haciéndolos incapaces de escapar de la presión predadora de estas ratas. 
Análisis de secuencias de ADN mitocondrial de 9 ejemplares de este roedor exhumados en una excavación de las dunas de la playa de Anakena, reveló una única secuencia de ADN mitocondrial, correspondiente al haplotipo R9, prevalente en Polinesia oriental, lo que sugiere una única introducción a la isla, mediante muy pocos individuos.
Reptiles
De gran importancia son dos especies de pequeños reptiles, un Gekkonidae el geco enlutado (Lepidodactylus lugubris) conocido localmente como moko uru-uru kau, y una lagartija (Cryptoblepharus poecilopleurus paschalis, antes nombrada Cryptoblepharus boutoni paschalis), llamada localmente moko uri uri.
Invertebrados
Hay varias especies de microlepidópteros, las cuales mayormente están muy extendidas en las zonas tropicales de la ecozona indo-australiana, por lo que se cree que llegaron a la isla al dispersarse desde el oeste. No se ha encontrado ninguna relación entre la lepidofauna pascuense y la de América del Sur, si bien 3 de las especies de Rapa Nui son cosmopolitas. No presenta endemismos, aunque una especie (Asymphorodes trichograma) limita su distribución a Rapa Nui y las islas Marquesas. Se han descubierto caracoles terrestres fósiles, los que han sucumbido con la selva que los cobijaba.

## Conservación
En un sector de la isla, el estado de Chile estableció en el año 1935 el parque nacional Rapa Nui, un área protegida de 6800 ha. Muchos de los isleños suelen ignoran las reglas del parque al tener conflictos con el gobierno chileno pues no lo reconocen como autoridad en la isla.
Las especies introducidas y los incendios representan las mayores amenazas para las comunidades remanentes de plantas nativas. Otros problemas ambientales incluyen daños causados por las investigaciones arqueológicas, la erosión por el pastoreo de caballos, y el daño causado por el turismo. 